# Beth Sahão
Elisabeth Sahão (Urupês, 1º de outubro de 1956), mais conhecida como Beth Sahão, é uma psicóloga, socióloga e política brasileira, filiada ao Partido dos Trabalhadores (PT). 

## Trajetória
De origem libanesa, Sahão é graduada em psicologia pela Universidade Estadual de Londrina (UEL), tendo concluído com mestrado em sociologia pela Universidade Estadual Paulista (Unesp). Iniciou sua carreira profissional como professora em escolas estaduais e chefiando o departamento de recursos humanos de uma usina de açúcar e álcool.
Entre 1997 a 2002, Sahão foi Secretária de Governo de Catanduva. Em 2002, elegeu-se deputada estadual pela primeira vez.
Em 2006, candidatou-se a reeleição como deputada estadual mas ficou na suplência. Após trabalhar por dois anos com Marta Suplicy na secretária de turismo. Retornou a ALESP em 2009 após vários deputados petistas terem assumido prefeituras. 
Em 2010, Sahão se candidata a reeleição novamente e volta para a suplência, porém retorna a ALESP em 2012 após o falecimento do deputado petista José de Souza Cândido.
Em 2014 se reelege deputada estadual.
Em 2018 não se reelege, porém é empossada no ano seguinte após o TSE impugnar a candidatura de Mário Maurici, deputado estadual eleito.[carece de fontes?]
Sahão concorreu à prefeitura de Catanduva nos anos 2008, 2012, 2016 e 2020, porém nunca conseguindo ser eleita. No ano de 2020 ficou em segundo lugar com 31,55% dos votos, perdendo para o candidato Padre Osvaldo que obteve 38,01% dos votos.
Em 2022 é eleita novamente deputada estadual.